# Účetní DPH (program)
Účetní DPH je program na vedení peněžního deníku pro počítače Sinclair ZX Spectrum a kompatibilní (například Didaktik). Jedná se o program českého původu, jehož autorem je Martin Kříž, vydavatelem programu byla společnost Proxima - Software v. o. s.
Program při zápisu nové položky automaticky dopočítává některé údaje, např. DPH a cena bez DPH. Sazba DPH je nastavitelná. Při tisku je možné volba mezi tiskem bez diakritiky a tiskem s diakritikou.
Program spolupracuje pouze s disketovou jednotkou Didaktik 40 a kompatibilní.